# Allocosa tangana
Allocosa tangana là một loài nhện trong họ wolfspinnen (Lycosidae).
Loài này thuộc chi Allocosa. Allocosa tangana được Carl Friedrich Roewer miêu tả năm 1959.